# Brinckochrysa alfierii
Brinckochrysa alfierii is een insect uit de familie van de gaasvliegen (Chrysopidae), die tot de orde netvleugeligen (Neuroptera) behoort. 
Brinckochrysa alfierii is voor het eerst wetenschappelijk beschreven door Navás in 1926.